# G.J. Schoenmaker
Gerard J. Schoenmaker (Zierikzee, 3 november 1932 - Berkel-Enschot, 1 mei 2021) was een Nederlands geograaf, voormalig docent aan de Hogeschool Katholieke Leergangen te Tilburg, en bekend van het standaardwerk Geografie: een methodologische inleiding, uit 1984.

## Levensloop
Schoenmaker volgde eind vijftiger en begin zestiger jaren een opleiding geografie aan de Mollerinstituut of Hogeschool Katholieke Leergangen te Tilburg. In de voetsporen van onder andere Ruud Cools ging Schoenmaker in op deze lerarenopleiding aan het werk. Hij legde zich hierbij toe op onderwijsgeografie, theorie van de geografie en geografie als maatschappijwetenschap.
In de zeventiger jaren nam Schoenmaker deel aan de Goirlese werkgroep, die zich bezighielden met vakdidactische en inhoudelijke vernieuwingen van het aardrijkskunde onderwijs. Van hieruit publiceerde hij in 1977 "Geografie als maatschappijwetenschap", waarin hij een theoretisch fundament trachtte te leggen voor de geografie. Begin tachtiger jaren werd dit werk herziend en uitgebreid uitgegeven als "Geografie : een methodologische inleiding" (1984).

## Publicaties
Schoenmaker schreef onder andere:
- G.J. Schoenmaker. Geografie als maatschappijwetenschap : begrippen, vaardigheden, denken, verwoorden, 1977.
- G.J. Schoenmaker, M.J.M. Terlingen en P.J. Teune. Het Kwartair in Nederland en het agrarisch grondgebruik : havo/vwo, 1978.
- G.J. Schoenmaker en M.J.W. Houppermans. De demografische ontwikkeling van Nederland sedert 1800 : mavo editie 1980.
- G.J. Schoenmaker.  Geografie : een methodologische inleiding. Den Bosch : Malmberg, 1984.
- Gerard Hoekveld, G.J. Schoenmaker en Hans van Westrhenen (red.). Wijkende grenzen.  Amsterdam [etc.] : Koninklijk Nederlands Aardrijkskundig Genootschap, 1989.
- Schee, J. V. D., Schoenmaker, G., Trimp, H., & Westrhenen, H. V. (1996). Innovation in Geographical Education. Netherlands Geographic Studies 208. Proceedings of the International Geographic Congress (38th, The Hague, Netherlands, August 5-10, 1996). KNAG/Netherlands Geographical Studies, PO 80123, 3508 TC Utrecht, The Netherlands.